# 绍亚克
绍亚克（法語：Chaulhac）是法国洛泽尔省的一个市镇，属于芒德区（Mende）勒马尔齐厄维尔县（Le Malzieu-Ville）。该市镇总面积9.47平方公里，2009年时的人口为68人。

## 人口
绍亚克人口变化图示